# Dečiji filmski festival Kids fest
Dečiji filmski festival Kids fest je manifestacija koja se svake godine od 2004. odžava u četiri grada u Srbiji, Beogradu, Novom Sadu, Nišu i Kragujevcu. Tokom sedam dana festivala u četiri grada u velikom broju bioskopa organizuju se filmske projekcije animiranih filmova, zabavnog i edukativnog karaktera, tokom festivala svi bioskopi uključeni u projekat imaju nižu festivalsku cenu ulaznica.
Cilj festivala jeste da se deci razvije svest  i kulturu odlaska u bioskop, gde će pored svetskih blokbastera gledati i edukativne i dokumentarne filmovi nezavisnih produkcijskih kuća koji obrađuju teme o različitim životnim temama prilagođenim deci, čime se najmlađoj publici predstavljaju filmski projekti koji imaju drugačiji pristup animaciji, sadržaju, pričama, odnosno scenariju.
Od osnivanja festivala prikazano je više od 300 premijernih projekcija filmova za decu igrane i animirane strukture, od kojih preko 100 naslova nakon festivala nije bilo u redovnoj bioskopskoj distribuciji.
Festival je podržan od strane Ministarstva kulture Republike Srbije. 

## Moj Off
Pored glavnog bioskopskog programa, organizacija festivala je realizovala i program Moj off, koji je koncipiran kao virtuelna bioskopska dvorana u kojoj se paralelno pušta filmski program domaćih animiranih ostvarenja ali i sinhronizovana animirana i porodična filmska ostvarenja kinematografija različitih zemalja Francuske, Belgije, Rusije, Nemačke i Švedske.

## Bioskopi

#### Bioskopi uključeni u projekat Kids festa:
Beograd
- Kombank dvorana
- Cineplexx Ušće shopping centar
- Cine grand Capitol park Rakovica
- Cineplexx Big
- Cineplexx 4d Delta city
- Tuckwood

Novi Sad
- Cineplexx Promenada
- Arena

Niš
- Vilin grad
- Cineplexx Niš
- Cine grand Niš

Kragujevac
- Cineplexx Kragujevac Plaza